# Козино (Опочецкий район)
Козино — деревня в Опочецком районе Псковской области. Входит в состав Болгатовской волости
Расположена в 25 км к востоку от города Опочка и в 7 км к югу от деревни Болгатово.
Численность населения по оценке на конец 2000 года составляла 14 человек.
До 2005 года деревня входила в состав ныне упразднённой Любимовской волости с центром в д.Лаптево.